# Daphnopsis alainii
Daphnopsis alainii är en tibastväxtart som beskrevs av Nevl.. Daphnopsis alainii ingår i släktet Daphnopsis och familjen tibastväxter. Inga underarter finns listade i Catalogue of Life.